# Sincrociclotró

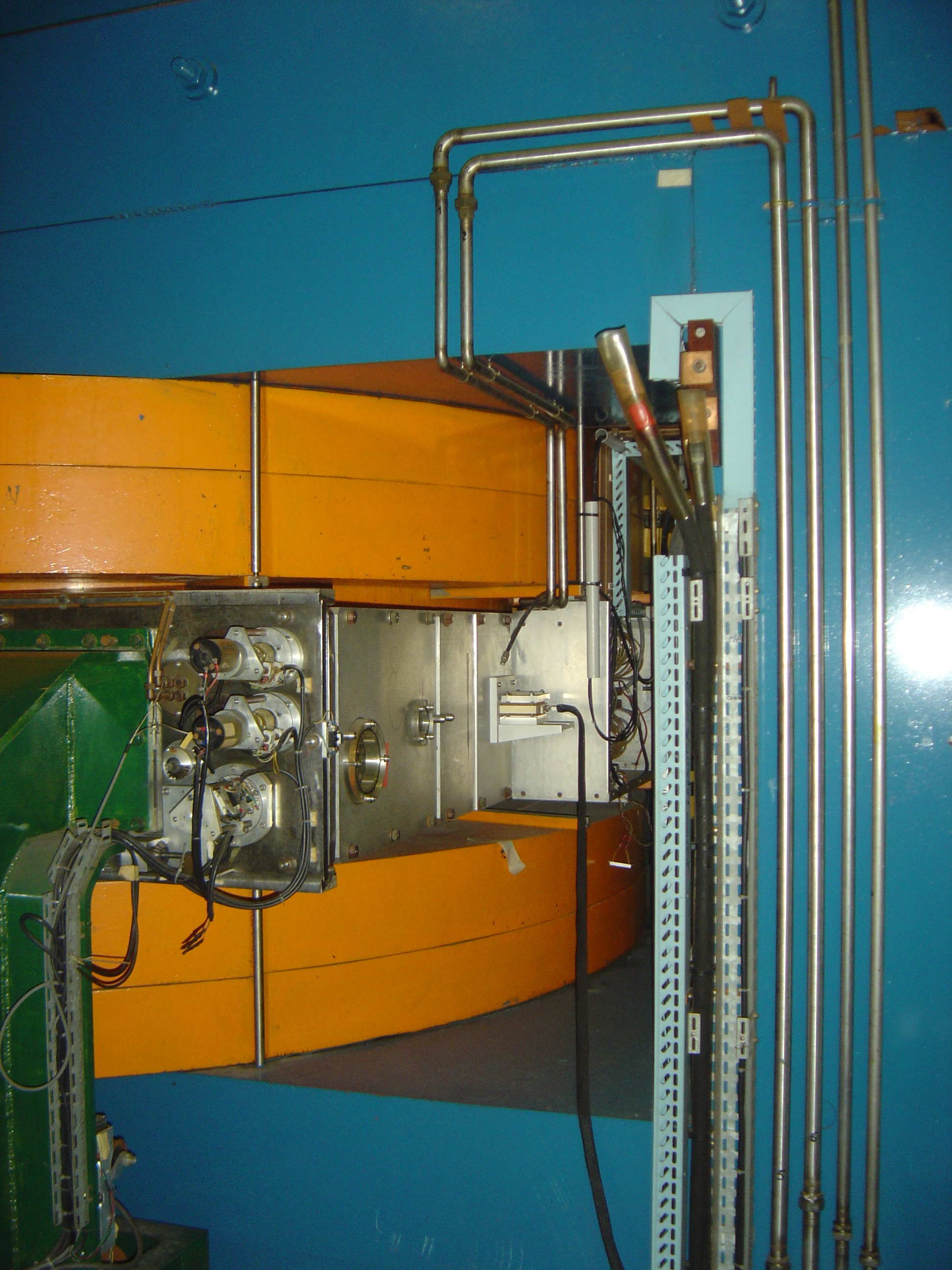
Una part de l'imant del sincrociclotró Orsay, ara utilitzat pel centre de teràpia de protons.

Un sincrociclotró és un accelerador de partícules en què la freqüència del camp elèctric de radiofreqüència (que s'utilitza per accelerar les partícules) es varia amb el temps per compensar l'augment de massa de les partícules accelerades a mesura que la seva velocitat comença a acostar-se a la velocitat de la llum.
Els sincrociclotrons són una millora respecte als ciclotrons en què la freqüència es manté constant.
Un altre tipus d'accelerador encara més avançat és el ciclotró isòcron. Els ciclotrons isòcrons mantenen una freqüència constant i compensen el guany relativista de massa incrementant el camp magnètic segons el radi, en lloc del temps. Els ciclotrons isòcrons són capaços de produir un corrent de feix més gran que els sincrociclotrons.